# Aktivbanken
Aktivbanken ist ein ehemaliges dänisches Kreditinstitut, welches von 1970 bis 1994 bestand und seinen Sitz zuletzt in Vejle, Region Syddanmark (Region Süddänemark) hatte.

## Geschichte
Aktivbanken entstand im Jahr 1970 durch die Fusion von Horsens Bank, Vejle Bank, Kolding Folkebank und Kolding Låne- og Discontokasse. 1988 wurde die Aarhus Diskontobank, 1992 die Sydfyns Discontobank übernommen. Der Hauptsitz der Bank wurde anschließend nach Vejle verlegt.
Im Jahr 1990 wurde Aktivbanken von dem Versicherungskonzern Topdanmark übernommen und konzentrierte sich daraufhin auf versicherungsnahe Bankdienstleistungen. Die Übernahme sorgte damals für Aufsehen, weil Topdanmark die Bank offenbar zu überteuerten Konditionen erworben hatte. Im gleichen Jahr wurde die deutsche Tochtergesellschaft Aktivbank AG in Stuttgart gegründet.
1994 verkaufte Topdanmark Aktivbanken an die ebenfalls dänische Sydbank, die unter diesen Namen heute noch mit Sitz im dänischen  Aabenraa tätig ist. Diese gliederte die 40 Filialen im Osten Jütlands, im Trekantområdet („Dreiecksgebiet“) in ihr Filialnetz ein.